# Episcopia Vadului
Episcopia Vadului a fost în secolul al XVI-lea o episcopie ortodoxă subordonată Mitropoliei Moldovei, având reședința în satul Vad, aflat acum în județul Cluj.

## Istorie
Sediul acestei episcopii a fost satul Vad, pe malul stâng al Someșului, lângă Dej.
În sec. XVI-XVII o serie de episcopi au avut sediul la mănăstirea din această localitate.
Pentru detalii, vedeti la:
https://web.archive.org/web/20080226001714/http://www.parohiavad.go.ro/vad_rom.htm
http://vadulstefanian.wordpress.com/

## Episcopi
1. ↑  Ioan-Aurel Pop. „Tradiția istorică a Arhiepiscopiei Vadului, Feleacului și Clujului” (PDF).